# 平内政信
平内政信または正信（へいのうち まさのぶ、天正11年（1583年） - 正保2年7月5日（1645年8月26日））は、江戸時代の大工棟梁。紀伊国（現在の和歌山県）那賀郡出身。

## 略歴
江戸幕府に出仕、1632年（寛永9年）作事方大棟梁に就任。以降平内家は代々作事方を務めた。

## 著書
『匠明』 - 木割の伝書で写本が知られる。

## 作品
- 和歌浦天満宮（和歌山県和歌山市、1606年）
- 輪王寺常行堂（栃木県日光市、1619年）
- 喜多院多宝塔（埼玉県川越市、1638年）

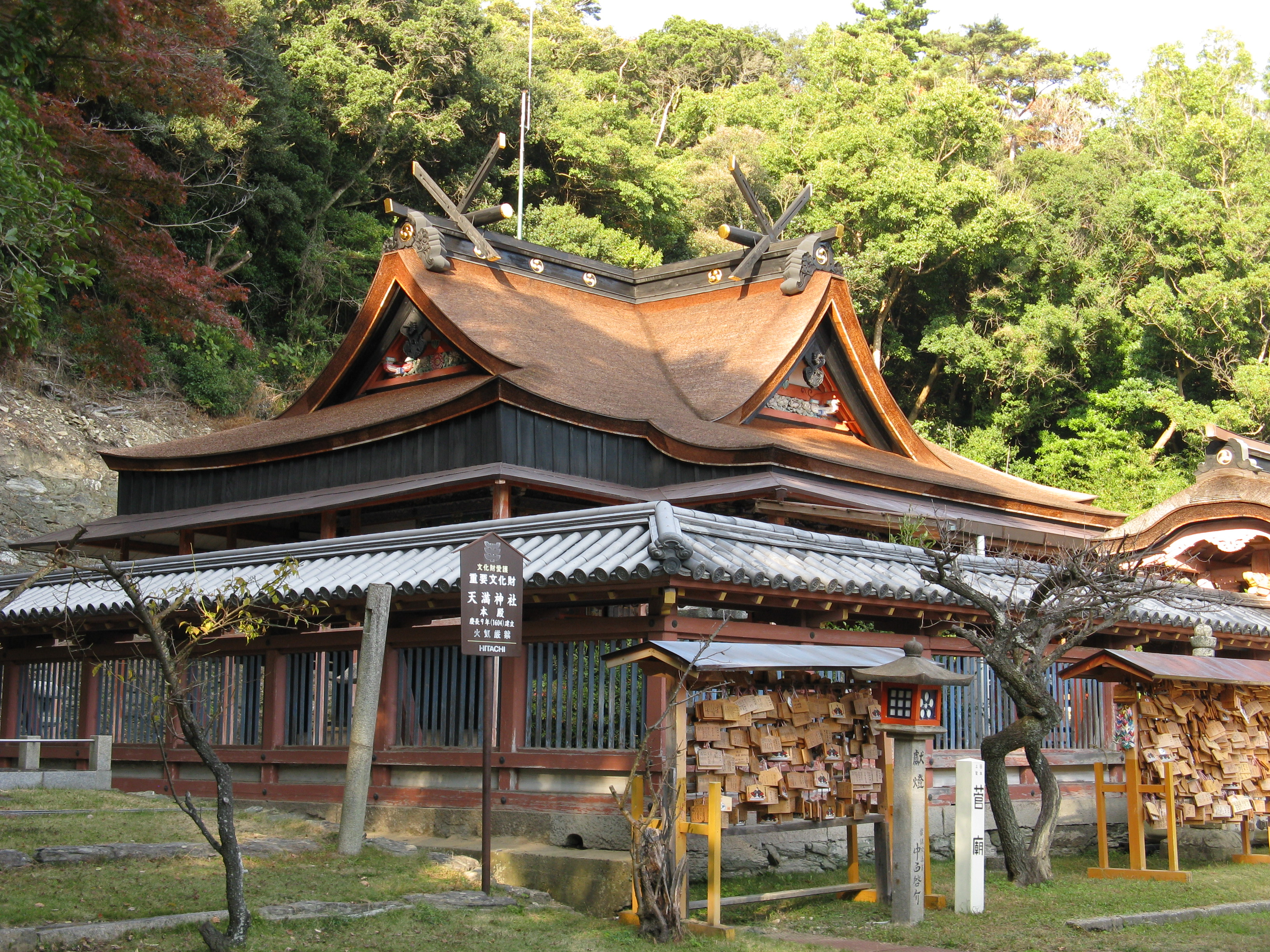
和歌浦天満宮社殿
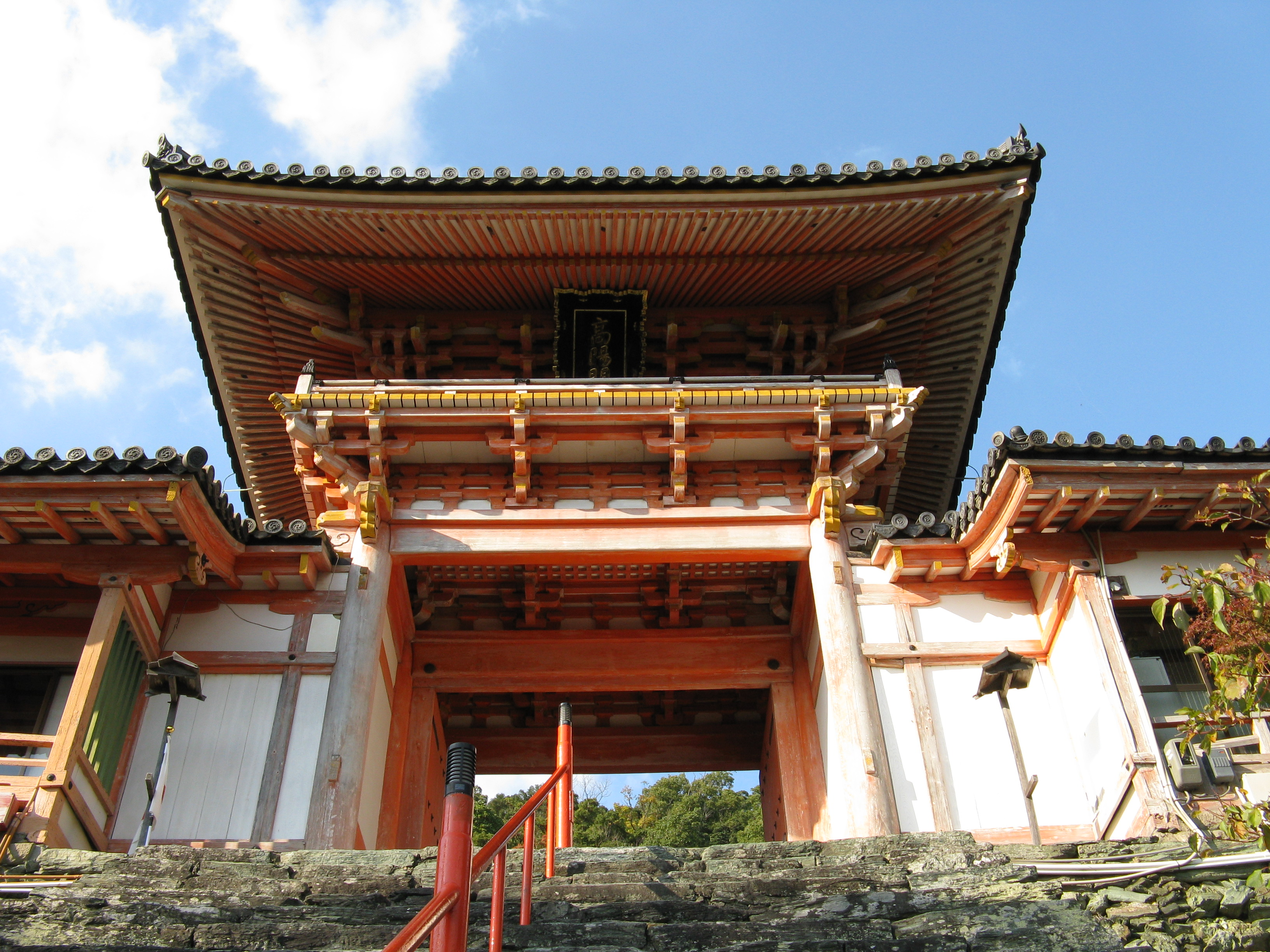
和歌浦天満宮楼門
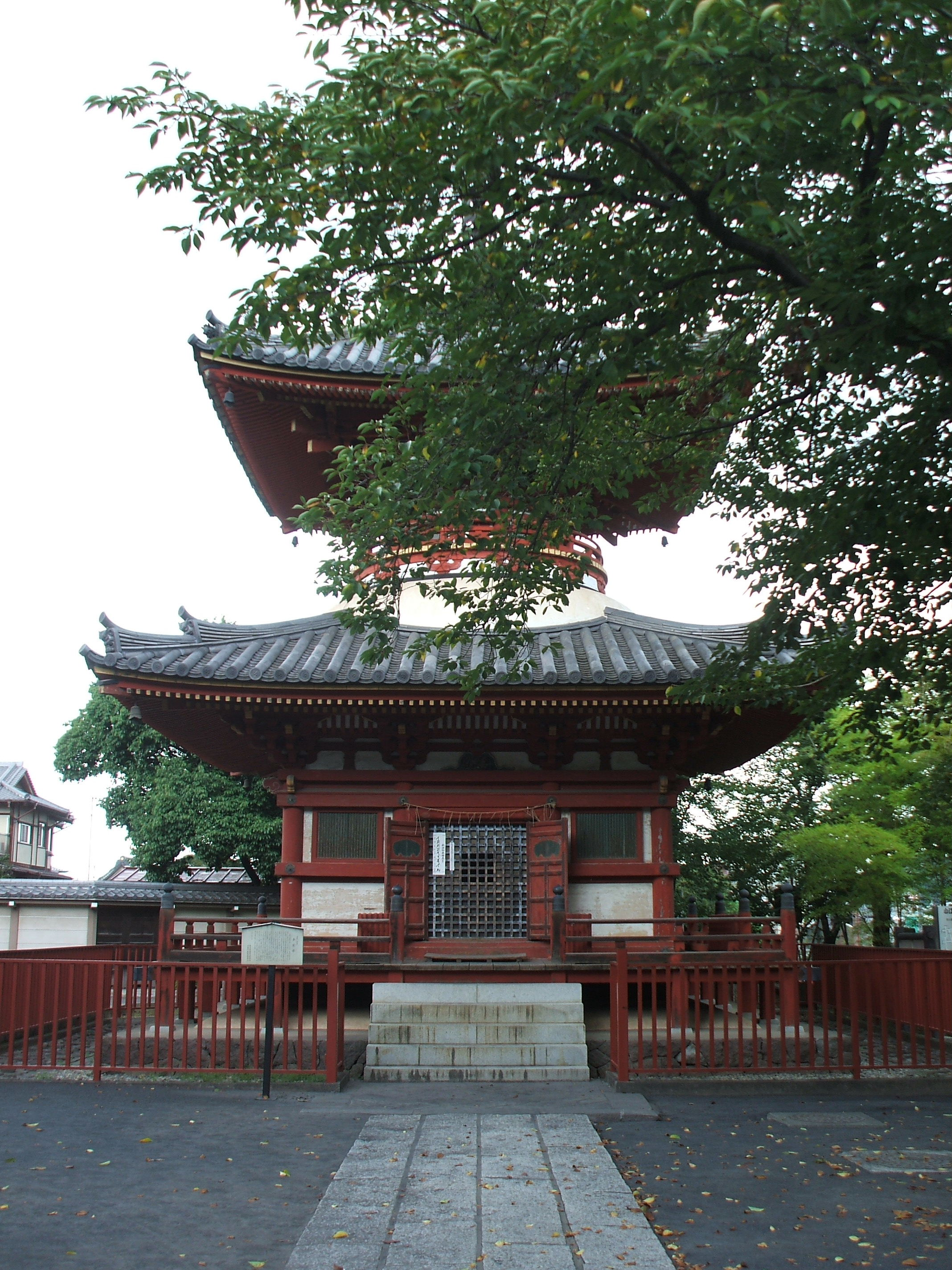
喜多院多宝塔

## 参考資料
- 伊藤要太郎（校訂解説）、太田博太郎（監修）「匠明」鹿島出版会（1871年）